# 1962-es labdarúgó-világbajnokság (2. csoport)
Az 1962-es labdarúgó-világbajnokság 2. csoportjának mérkőzéseit május 30. és június 7. között játszották. A csoportban az NSZK, a házigazda Chile, Olaszország és Svájc szerepelt.
A csoportból az NSZK és Chile jutott tovább az első két helyen. A mérkőzéseken összesen 14 gól esett.

## Végeredmény
| Csapat      | M | Gy | D | V | Rg | Kg | Gá   | P |
| ----------- | - | -- | - | - | -- | -- | ---- | - |
| NSZK        | 3 | 2  | 1 | 0 | 4  | 1  | 4,00 | 5 |
| Chile       | 3 | 2  | 0 | 1 | 5  | 3  | 1,67 | 4 |
| Olaszország | 3 | 1  | 1 | 1 | 3  | 2  | 1,50 | 3 |
| Svájc       | 3 | 0  | 0 | 3 | 2  | 8  | 0,25 | 0 |

## Mérkőzések

### Chile – Svájc
| 1962. május 30. 15:00 |

| Chile                       | 3 – 1               | Svájc       |
| --------------------------- | ------------------- | ----------- |
| Sánchez 44' 55' Ramírez 51' | (1 – 1) Jegyzőkönyv | Wüthrich 6' |

| Estadio Nacional, Santiago Nézőszám: 65,000 Játékvezető: Kenneth Aston (angol) Asszisztensek: Antoine Blavier (belga), Arturo Yamasaki (perui) |

| Chile | Svájc |

| GK | 1  | Misael Escuti     |  |
| RB | 2  | Luis Eyzaguirre   |  |
| CB | 5  | Carlos Contreras  |  |
| CB | 3  | Raúl Sánchez      |  |
| LB | 4  | Sergio Navarro    |  |
| RH | 8  | Jorge Toro        |  |
| LH | 6  | Eladio Rojas      |  |
| OR | 7  | Jaime Ramírez     |  |
| IR | 9  | Honorino Landa    |  |
| IL | 10 | Alberto Fouilloux |  |
| OL | 11 | Leonel Sánchez    |  |

| GK | 1  | Karl Elsener     |
| RB | 9  | André Grobéty    |
| CB | 5  | Fritz Morf       |
| CB | 7  | Heinz Schneiter  |
| LB | 8  | Ely Tacchella    |
| RH | 21 | Rolf Wüthrich    |
| LH | 13 | Hans Weber       |
| OR | 15 | Charles Antenen  |
| IR | 17 | Norbert Eschmann |
| IL | 18 | Philippe Pottier |
| OL | 14 | Anton Allemann   |

### NSZK – Olaszország
| 1962. május 31. 15:00 |

| NSZK | 0 – 0       | Olaszország |
| ---- | ----------- | ----------- |
|      | Jegyzőkönyv |             |

| Estadio Nacional, Santiago Nézőszám: 65,440 Játékvezető: Robert Davidson (skót) Asszisztensek: Raymond Morgan (kanadai), Luis Antonio Ventre (argentin) |

| NSZK | Olaszország |

| GK | 22 | Wolfgang Fahrian        |
| RB | 12 | Hans Nowak              |
| CB | 4  | Willi Schulz            |
| CB | 2  | Herbert Erhardt         |
| LB | 3  | Karl-Heinz Schnellinger |
| RH | 16 | Hans Sturm              |
| LH | 6  | Horst Szymaniak         |
| RW | 11 | Hans Schäfer            |
| CF | 9  | Uwe Seeler              |
| CF | 8  | Helmut Haller           |
| LW | 10 | Albert Brülls           |

| GK | 1  | Lorenzo Buffon       |
| RB | 2  | Giacomo Losi         |
| CB | 5  | Cesare Maldini       |
| CB | 4  | Sandro Salvadore     |
| LB | 16 | Enzo Robotti         |
| RH | 21 | Giorgio Ferrini      |
| LH | 3  | Luigi Radice         |
| RW | 14 | Gianni Rivera        |
| CF | 9  | José Altafini        |
| CF | 10 | Omar Sívori          |
| LW | 11 | Giampaolo Menichelli |

### Chile – Olaszország
| 1962. június 2. 15:00 |

| Chile                | 2 – 0               | Olaszország          |
| -------------------- | ------------------- | -------------------- |
| Ramírez 73' Toro 87' | (0 – 0) Jegyzőkönyv | Ferrini 8′ David 41′ |

| Estadio Nacional, Santiago Nézőszám: 66,057 Játékvezető: Kenneth Aston (Angol) Asszisztensek: Leo Goldstein (izraeli), Felipe Buergo (mexikói) |

| Chile | Olaszország |

| GK | 1  | Misael Escuti     |  |
| RB | 2  | Luis Eyzaguirre   |  |
| CB | 5  | Carlos Contreras  |  |
| CB | 3  | Raúl Sánchez      |  |
| LB | 4  | Sergio Navarro    |  |
| RH | 8  | Jorge Toro        |  |
| LH | 6  | Eladio Rojas      |  |
| OR | 7  | Jaime Ramírez     |  |
| IR | 9  | Honorino Landa    |  |
| IL | 10 | Alberto Fouilloux |  |
| OL | 11 | Leonel Sánchez    |  |

| GK | 12 | Carlo Mattrel        |     |
| RB | 18 | Mario David          | 41′ |
| CB | 19 | Francesco Janich     |     |
| CB | 4  | Sandro Salvadore     |     |
| LB | 16 | Enzo Robotti         |     |
| RH | 20 | Paride Tumburus      |     |
| LH | 21 | Giorgio Ferrini      | 8′  |
| OR | 7  | Bruno Mora           |     |
| IR | 9  | José Altafini        |     |
| IL | 8  | Humberto Maschio     |     |
| OL | 11 | Giampaolo Menichelli |     |

### NSZK – Svájc
| 1962. június 3. 15:00 |

| NSZK                  | 2 – 1               | Svájc         |
| --------------------- | ------------------- | ------------- |
| Brülls 45' Seeler 59' | (1 – 0) Jegyzőkönyv | Schneiter 73' |

| Estadio Nacional, Santiago Nézőszám: 64,922 Játékvezető: Leo Horn (holland) Asszisztensek: Nyikolaj Gavrilovics Latisev (szovjet), Luis Antonio Ventre (argentin) |

| NSZK | Svájc |

| GK | 22 | Wolfgang Fahrian        |
| RB | 12 | Hans Nowak              |
| CB | 4  | Willi Schulz            |
| CB | 2  | Herbert Erhardt         |
| LB | 3  | Karl-Heinz Schnellinger |
| RH | 7  | Willi Koslowski         |
| LH | 6  | Horst Szymaniak         |
| OR | 11 | Hans Schäfer            |
| IR | 9  | Uwe Seeler              |
| IL | 8  | Helmut Haller           |
| OL | 10 | Albert Brülls           |

| GK | 1  | Karl Elsener     |
| RB | 9  | André Grobéty    |
| CB | 7  | Heinz Schneiter  |
| LB | 8  | Ely Tacchella    |
| RH | 21 | Rolf Wüthrich    |
| LH | 13 | Hans Weber       |
| OR | 15 | Charles Antenen  |
| IR | 17 | Norbert Eschmann |
| CF | 20 | Roger Vonlanthen |
| IL | 16 | Richard Dürr     |
| OL | 14 | Anton Allemann   |

### NSZK – Chile
| 1962. június 6. 15:00 |

| NSZK                                | 2 – 0               | Chile |
| ----------------------------------- | ------------------- | ----- |
| Szymaniak 21' (11-esből) Seeler 82' | (1 – 0) Jegyzőkönyv |       |

| Estadio Nacional, Santiago Nézőszám: 67,224 Játékvezető: Robert Davidson (skót) Asszisztensek: Kenneth Aston (angol), Leo Horn (holland) |

| NSZK | Chile |

| GK                   | 22 | Wolfgang Fahrian        |
| SW                   | 3  | Karl-Heinz Schnellinger |
| RB                   | 12 | Hans Nowak              |
| CB                   | 4  | Willi Schulz            |
| LB                   | 2  | Herbert Erhardt         |
| RH                   | 6  | Horst Szymaniak         |
| LH                   | 15 | Willi Giesemann         |
| OR                   | 17 | Engelbert Kraus         |
| CF                   | 9  | Uwe Seeler              |
| CF                   | 11 | Hans Schäfer            |
| OL                   | 10 | Albert Brülls           |
| Szövetségi kapitány: |    |                         |
| Sepp Herberger       |    |                         |

| GK                   | 1  | Misael Escuti    |
| RB                   | 2  | Luis Eyzaguirre  |
| CB                   | 5  | Carlos Contreras |
| CB                   | 3  | Raúl Sánchez     |
| LB                   | 4  | Sergio Navarro   |
| RH                   | 18 | Mario Moreno     |
| LH                   | 6  | Eladio Rojas     |
| OR                   | 7  | Jaime Ramírez    |
| IR                   | 9  | Honorino Landa   |
| IL                   | 21 | Armando Tobar    |
| OL                   | 11 | Leonel Sánchez   |
| Szövetségi kapitány: |    |                  |
| Fernando Riera       |    |                  |

### Olaszország – Svájc
| 1962. június 7. 15:00 |

| Olaszország                | 3 – 0               | Svájc |
| -------------------------- | ------------------- | ----- |
| Mora 1' Bulgarelli 65' 67' | (1 – 0) Jegyzőkönyv |       |

| Estadio Nacional, Santiago Nézőszám: 59,828 Játékvezető: Nyikolaj Gavrilovics Latisev (szovjet) Asszisztensek: Robert Davidson (skót), Dimitar Rumencsev (bolgár) |

| Olaszország | Svájc |

| GK                   | 1  | Lorenzo Buffon     |
| RB                   | 2  | Giacomo Losi       |
| CB                   | 5  | Cesare Maldini     |
| CB                   | 4  | Sandro Salvadore   |
| LB                   | 16 | Enzo Robotti       |
| RH                   | 7  | Bruno Mora         |
| LH                   | 3  | Luigi Radice       |
| OR                   | 22 | Giacomo Bulgarelli |
| IR                   | 15 | Angelo Sormani     |
| IL                   | 10 | Omar Sívori        |
| OL                   | 17 | Ezio Pascutti      |
| Szövetségi kapitány: |    |                    |
| Paolo Mazza          |    |                    |

| GK                   | 1  | Karl Elsener     |
| RB                   | 9  | André Grobéty    |
| CB                   | 7  | Heinz Schneiter  |
| LB                   | 8  | Ely Tacchella    |
| RH                   | 21 | Rolf Wüthrich    |
| LH                   | 13 | Hans Weber       |
| OR                   | 15 | Charles Antenen  |
| IR                   | 11 | Eugen Meier      |
| CF                   | 20 | Roger Vonlanthen |
| IL                   | 16 | Richard Dürr     |
| OL                   | 14 | Anton Allemann   |
| Szövetségi kapitány: |    |                  |
| Karl Rappan          |    |                  |